# Giovanni Pace
Giovanni Pace (Chieti, 18 novembre 1933 – Chieti, 19 maggio 2018) è stato un politico italiano, presidente della regione Abruzzo dal 2000 al 2005.

## Biografia

### Attività politica
Dopo la Laurea in Economia e Commercio si è dedicato alla libera professione di dottore commercialista. Dal 1960 al 1975 è consigliere comunale a Chieti.
Nel 1994 è eletto per la prima volta deputato nelle file del Movimento Sociale e viene rieletto nel 1996 stavolta con Alleanza Nazionale, in entrambi i casi nel collegio uninominale di Chieti.
Alla Camera dei deputati ha ricoperto l'incarico di vicepresidente della VI Commissione permanente Finanze nella quale aveva già ricoperto l'incarico di segretario. È stato altresì Presidente della Commissione per la vigilanza sulla Cassa Depositi e Prestiti sia in dodicesima che in tredicesima legislatura.
Tra gli incarichi parlamentari si ricordano quelli di componente della Commissione Parlamentare di Vigilanza sull'anagrafe tributaria e componente della Commissione Consultiva in materia di riforma fiscale.
Nell'aprile del 2000 è stato candidato alla presidenza della regione Abruzzo per la Casa delle Libertà, vincendo le elezioni contro il presidente uscente Antonio Falconio ma con uno scarto minimo del 0,46% ossia appena 3.000 voti.
Nel 2005 si ricandida alla presidenza della regione Abruzzo ma viene sconfitto largamente dal candidato dell'Unione Ottaviano Del Turco che raggiunge il 58,3% dei voti contro il 40,6% delle preferenze dello stesso Pace.

### Procedimenti giudiziari

#### Pace e l'inchiesta sulla Sanità
Giovanni Pace, in seguito all'inchiesta della Procura della Repubblica di Pescara sulla Sanità in Abruzzo, che ha portato agli arresti il suo successore Ottaviano Del Turco, è stato iscritto nel registro degli indagati insieme all'Assessore alla Sanità della sua stessa giunta Vito Domenici.
I verbali dell'inchiesta riportano la dichiarazione dell'imprenditore della sanità Enzo Angelini, nella quale quest'ultimo riferisce di aver ricevuto da un soggetto il consiglio di erogare in favore di Pace un contributo di 200 000 euro per la campagna elettorale del 2005. La consegna sarebbe avvenuta "in nero", nelle mani di un terzo soggetto e nella misura ridotta a 100 000 euro. Il presidente Pace ha fatto notare che nessuno, neanche lo stesso Angelini, ha mai affermato che egli abbia chiesto e ottenuto, direttamente o per interposta persona, contributi non dichiarati di qualsivoglia genere e per qualsiasi motivo. Durante il corso di tutta la vicenda il presidente Pace non ha mai criticato la magistratura.
Il 13 giugno 2011, Giovanni Pace viene assolto perché il fatto non sussiste o per non aver commesso il fatto.
Il 24 novembre del 2009 si sparge la voce sui media locali di un presunto arresto, poi smentito, per le inchieste su un nuovo filone di Sanitopoli. Il presidente Pace ha denunciato per calunnia l'autore della notizia. La causa sarà discussa presso il tribunale di Chieti il 5 ottobre del 2011. Giovanni Pace si è costituito parte civile.
Il 30 giugno del 2013, modificando la sentenza di primo grado, la Corte d'Appello di L'Aquila ha condannato Giovanni Pace per concussione a due anni di reclusione per l'inchiesta sulle tangenti nel campo della sanità, relativamente al periodo in cui Pace era Presidente della Giunta regionale abruzzese.
Nel novembre 2014 la cassazione annulla la condanna per concussione, modificandola in finanziamento illecito ai partiti, reato prescritto.